# Sadeillan
Sadeillan (gaskognisch: Sadelhan) ist eine französische Gemeinde mit 83 Einwohnern (Stand 1. Januar 2022) im Département Gers in der Region Okzitanien (bis 2015 Midi-Pyrénées); sie gehört zum Arrondissement Mirande und zum Gemeindeverband Astarac Arros en Gascogne. Die Bewohner nennen sich Sadeillannais/Sadeillannaises.

## Geografie
Sadeillan liegt rund 14 Kilometer südwestlich von Mirande und 28 Kilometer nordöstlich von Tarbes im Süden des Départements Gers. Die Gemeinde besteht aus Weilern, zahlreichen Streusiedlungen und Einzelgehöften. Die Osse bildet die westliche Gemeindegrenze.
Nachbargemeinden sind Sainte-Dode im Norden, Mont-de-Marrast im Osten und Südosten, Sarraguzan im Süden, Castex im Südwesten sowie Miélan im Westen und Nordwesten.

## Geschichte
Im Mittelalter lag die Gemeinde in der Vogtei Moncassin der Grafschaft Astarac in der historischen Landschaft Gascogne und teilte deren Schicksal. Sadeillan gehörte von 1793 bis 1801 zum District Mirande. Seit 1801 ist die Gemeinde dem Arrondissement Mirande zugeteilt und gehörte von 1793 bis 2015 zum Wahlkreis (Kanton) Miélan.

## Bevölkerungsentwicklung
| Jahr                       | 1962 | 1968 | 1975 | 1982 | 1990 | 1999 | 2006 | 2011 | 2020 |
| Einwohner                  | 100  | 117  | 107  | 95   | 93   | 79   | 74   | 85   | 85   |
| Quellen: Cassini und INSEE |      |      |      |      |      |      |      |      |      |

## Sehenswürdigkeiten

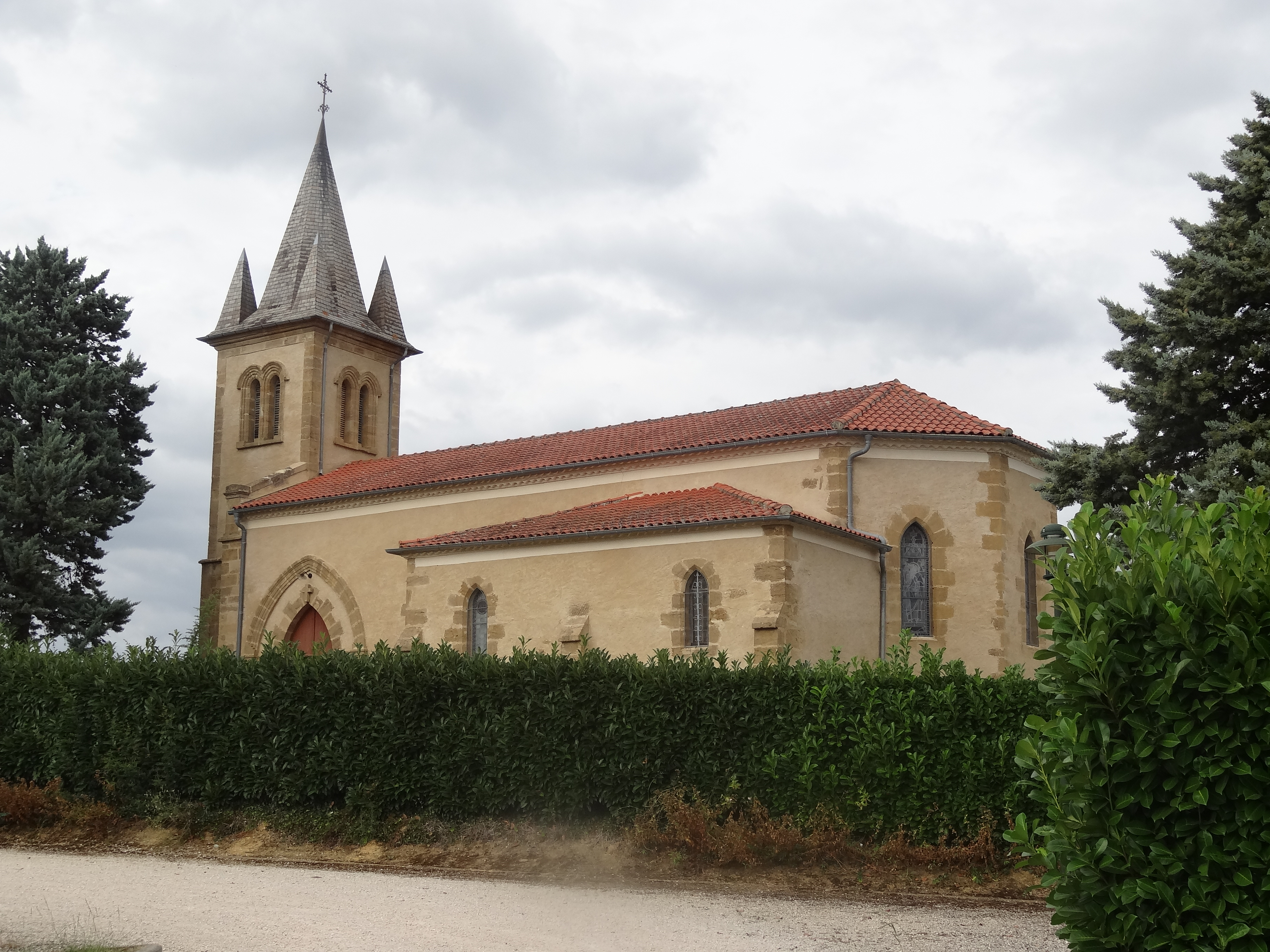
Kirche Mariä Himmelfahrt
- fünf Wegkreuze
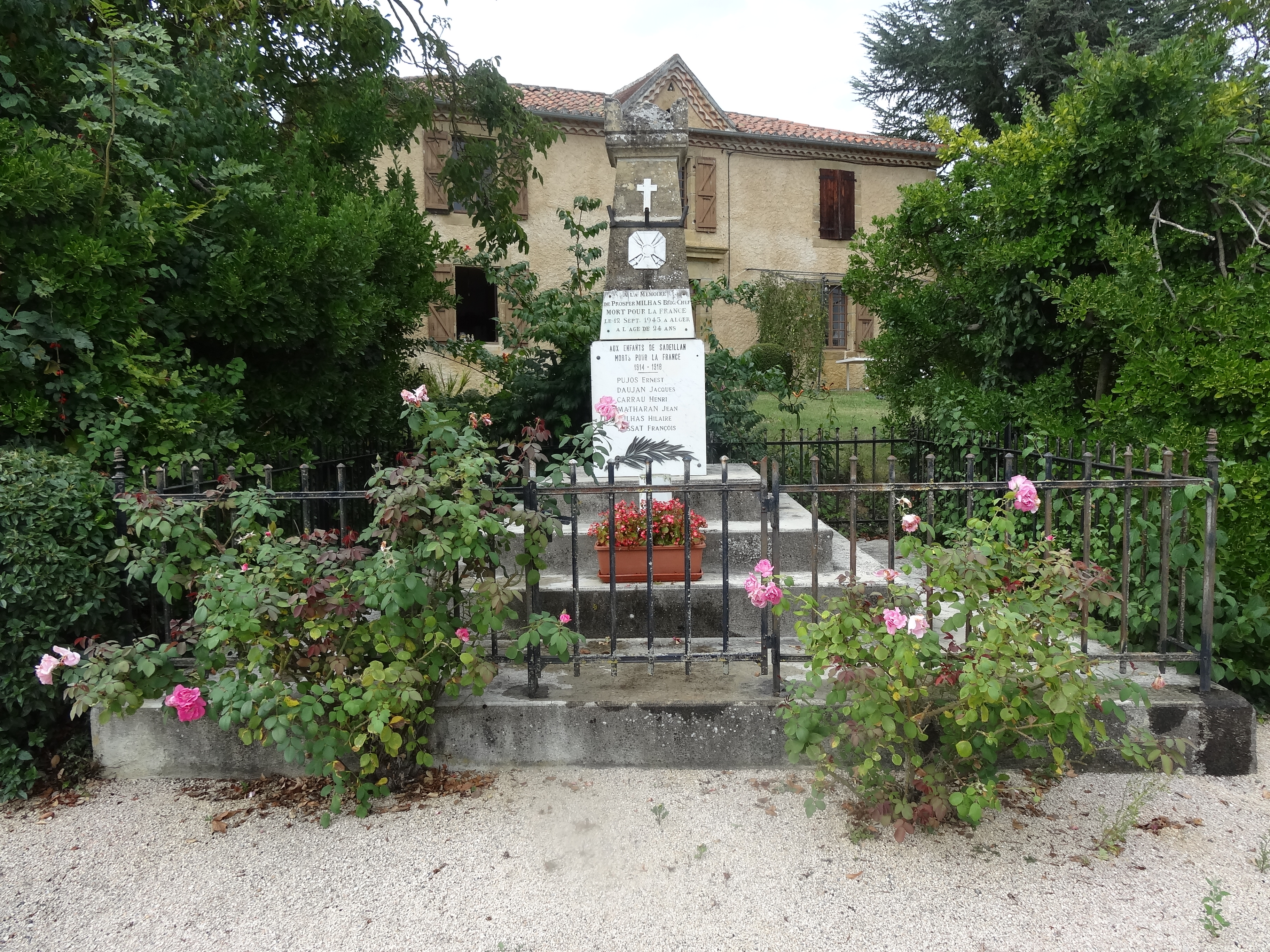
Denkmal für die Gefallenen
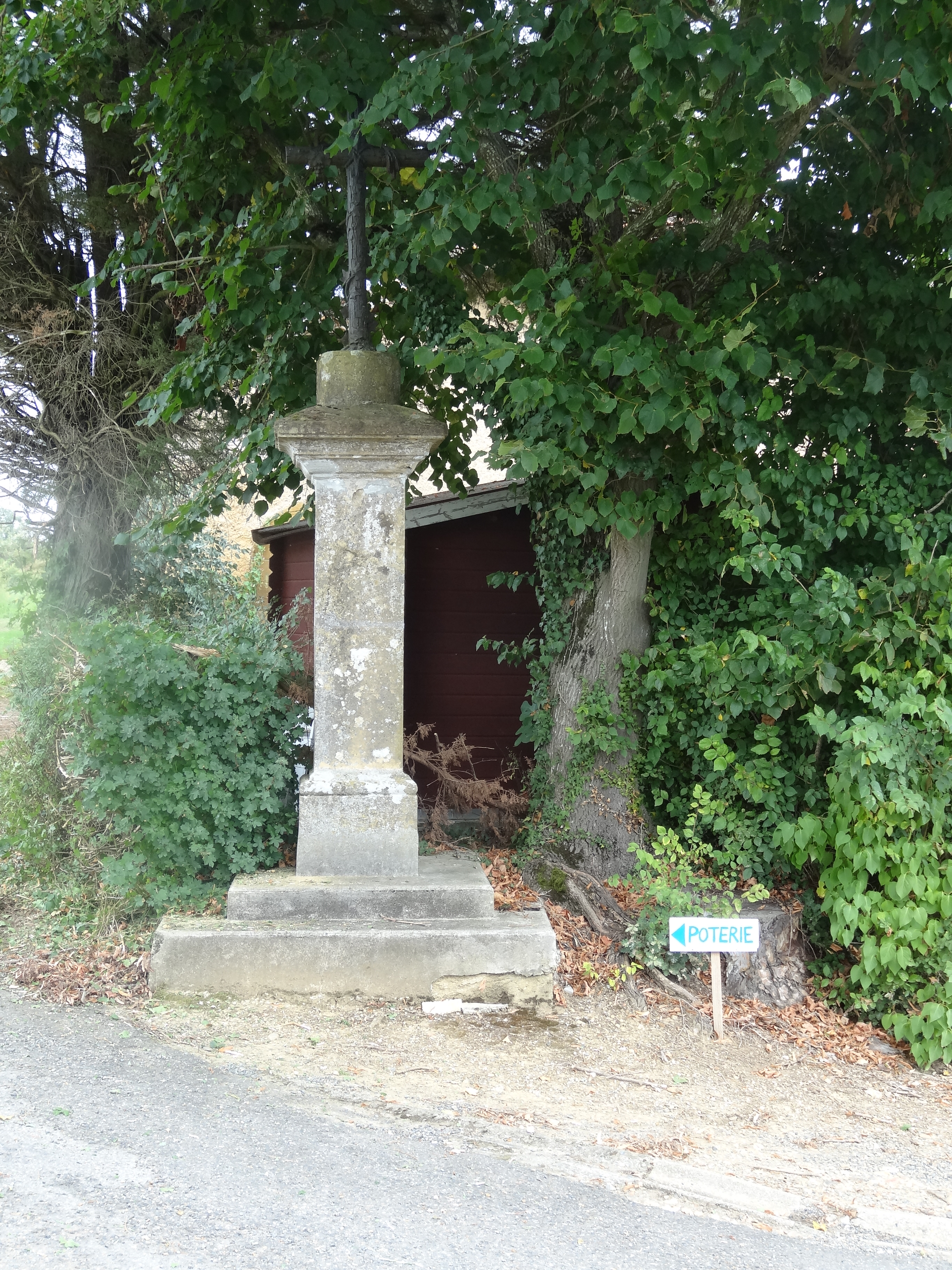
Wegkreuz
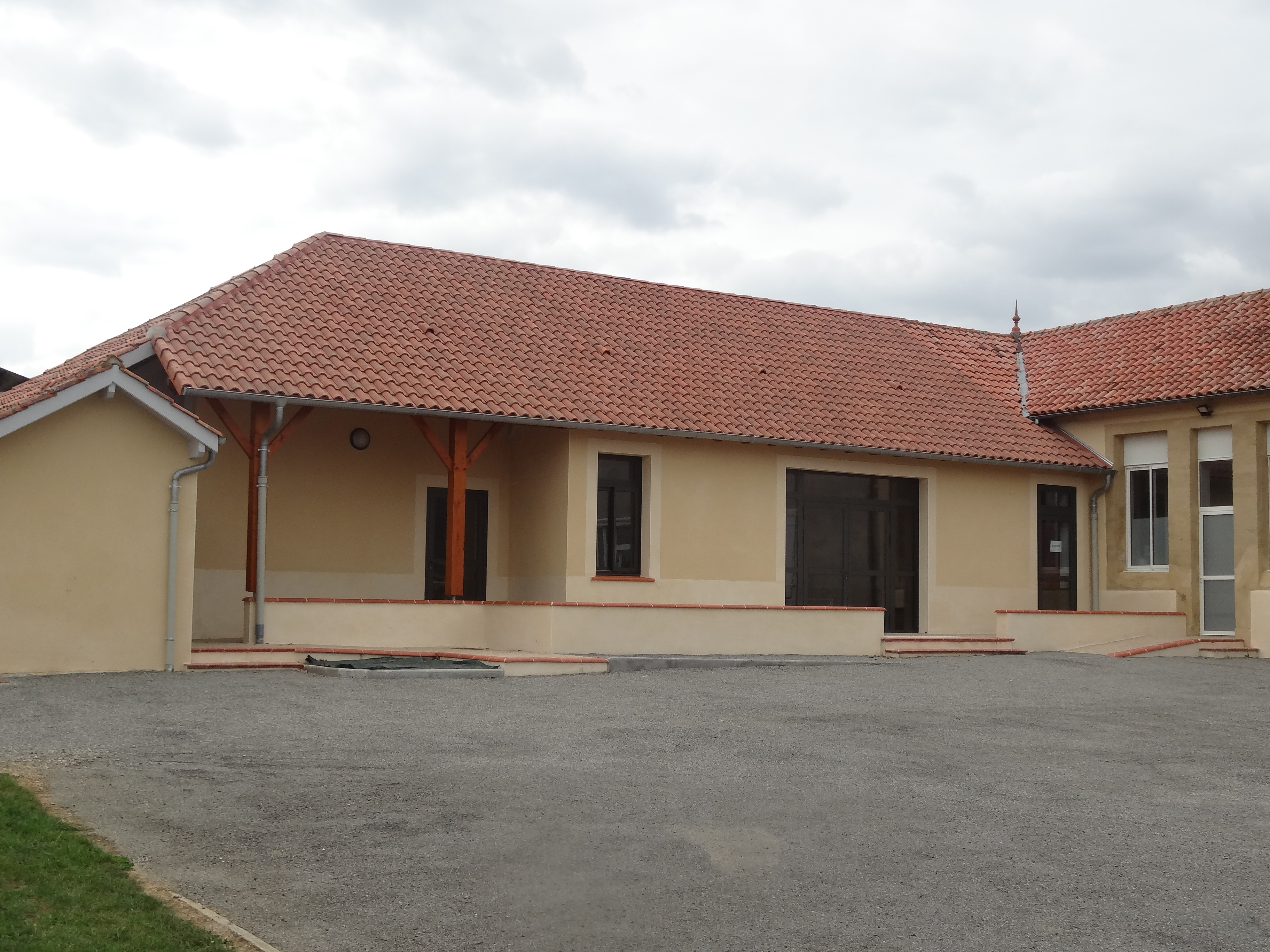
Gemeindesaal

- Kirche Mariä Himmelfahrt
- Denkmal für die Gefallenen
- Wegkreuz
- Gemeindesaal

## Verkehr
Die wichtigste regionale Verkehrsverbindung ist die D145.